# Адамсвілл (Алабама)
Адамсвілл (англ. Adamsville) — місто (англ. city) в США, в окрузі Джефферсон штату Алабама. Населення — 4366 осіб (2020).

## Географія
Адамсвілл розташований за координатами 33°36′21″ пн. ш. 86°58′29″ зх. д. / 33.60583° пн. ш. 86.97472° зх. д. (33.605750, -86.974650).  За даними Бюро перепису населення США в 2010 році місто мало площу 65,11 км², з яких 65,08 км² — суходіл та 0,03 км² — водойми.

## Демографія
Згідно з переписом 2010 року, у місті мешкали 4522 особи в 1752 домогосподарствах у складі 1253 родин. Густота населення становила 69 осіб/км².  Було 1990 помешкань (31/км²).
Расовий склад населення:
| - 52,3 % — білих - 44,9 % — чорних або афроамериканців - 0,5 % — корінних американців - 0,3 % — азіатів - 1,1 % — осіб інших рас |

До двох чи більше рас належало 0,8 %. Частка іспаномовних становила 2,3 % від усіх жителів.
За віковим діапазоном населення розподілялося таким чином: 23,6 % — особи молодші 18 років, 60,5 % — особи у віці 18—64 років, 15,9 % — особи у віці 65 років та старші. Медіана віку мешканця становила 39,9 року. На 100 осіб жіночої статі у місті припадало 88,6 чоловіків;  на 100 жінок у віці від 18 років та старших — 86,1 чоловіків також старших 18 років.
Середній дохід на одне домашнє господарство  становив 56 085 доларів США (медіана — 42 575), а середній дохід на одну сім'ю — 65 732 долари (медіана — 52 926). Медіана доходів становила 39 964 долари для чоловіків та 30 932 долари для жінок. За межею бідності перебувало 25,5 % осіб, у тому числі 36,8 % дітей у віці до 18 років та 17,2 % осіб у віці 65 років та старших.
Цивільне працевлаштоване населення становило 1900 осіб. Основні галузі зайнятості: освіта, охорона здоров'я та соціальна допомога — 19,7 %, роздрібна торгівля — 12,8 %, виробництво — 10,8 %, будівництво — 9,8 %.